# Říčky u Brna
Říčky (deutsch Ritschka, auch Rziczek) ist eine Gemeinde in Tschechien. Sie liegt 19 Kilometer westlich des Stadtzentrums von Brünn und gehört zum Okres Brno-venkov.

## Geographie
Říčky befindet sich in der Bobravská vrchovina auf einer Anhöhe zwischen den Tälern der Bobrava und des Říčanský potok. Südwestlich erhebt sich der Kaličný (431 m) und im Süden der Velký Okrouhlík (454 m). Gegen Nordosten liegt der Teich Bahňák. Östlich des Ortes verläuft die Autobahn D1/E 55/E 65, die nächste Abfahrt 178 liegt bei Ostrovačice.
Nachbarorte sind Javůrek im Norden, Hvozdec im Nordosten, Dolní Říčky und Veverské Knínice im Osten, Říčany und Rosice im Südosten, Zastávka und Mariánské Údolí im Süden, Chroustov und Příbram na Moravě im Südwesten, Litostrov im Westen sowie Rudka und Domašov im Nordwesten.

## Geschichte
Der Ursprung der Gemeinde liegt im heutigen Dolní Říčky. Die erste schriftliche Erwähnung des Ortes erfolgte 1358, als Mikeš, genannt Šembera, seiner Schwiegertochter Markéta neuen Huben in Říčky sowie 40 Schock Groschen als Mitgift überschrieb. Später entstand ein Herrenhof und eine Mühle. Die Besitzer von Říčky wechselten oftmals, zu ihnen gehörte u. a. der Markgraf Jobst von Mähren. Beim Verkauf der Herrschaft Rossitz durch Pertold von Leipa an Johann den Älteren von Zierotin wurde Říčky 1522 unter den zugehörigen Dörfern aufgeführt.
Westlich von Říčky entstand zwischen 1773 und 1777 an der Straße eine Ausspannwirtschaft. In den Jahren 1783 bis 1787 wurde die Straßenverbindung von Brünn nach Iglau zur Kaiserstraße ausgebaut. Die Ausspanne Horní Říčky wurden von den Fuhrleuten stark frequentiert und neben der Wirtschaft entwickelte sich im Laufe des 19. Jahrhunderts das Dorf Horní Říčky. Seine Bewohner lebten zunächst von der Landwirtschaft, in der zweiten Hälfte des 19. Jahrhunderts verdienten sich viele von ihnen ihren Lebensunterhalt als Bergleute in den Kohlengruben von Segen Gottes.
Nach der Aufhebung der Patrimonialherrschaften bildete Říčky ab 1850 einen Ortsteil der Gemeinde Rossitz im Brünner Bezirk. Ab 1910 war Říčky ein Ortsteil von Litostrov. 1921 entstand die Gemeinde Říčky im Okres Brno-venkov. 1931 wurde in Říčky ein Gemeindehaus errichtet. Im Jahre 1948 wurde die Gemeinde dem Okres Rosice zugeordnet. Nach dessen Aufhebung kam Říčky 1961 zum Okres Brno-venkov zurück und wurde zugleich nach Domašov eingemeindet. Zwischen 1974 und 1976 erfolgte ein Neubau des Gemeindehauses. Seit 1990 ist Říčky wieder selbständig. Das Gemeindehaus wurde in den Jahren 2004/05 umgebaut.

## Gemeindegliederung
Für die Gemeinde Říčky sind keine Ortsteile ausgewiesen. Zu Říčky gehört die Ansiedlung Dolní Říčky.

## Sehenswürdigkeiten
- Kapelle mit Glockenturm
- Brücke über den Říčanský potok in Dolní Říčky
- Erholungsgebiet am Teich Bahňák